# Bremar Cup 1975
Il Bremar Cup 1975 è stato un torneo di tennis giocato su campi indoor. È stata la 5ª edizione del torneo, che fa parte dei Tornei di tennis femminili indipendenti nel 1975. Si è giocato a Londra in Gran Bretagna, dal 10 al 16 novembre 1975.

## Campionesse

### Singolare
Virginia Wade ha battuto in finale  Evonne Goolagong con il punteggio di 6–3, 6–2

### Doppio
Françoise Dürr /  Betty Stöve hanno battuto in finale  Evonne Goolagong /  Virginia Wade con il punteggio di 6–4, 7–6